# Густав Шеберг
Густав Шеберг (швед. Gustav Sjöberg, нар. 23 березня 1913, Стокгольм — пом. 3 жовтня 2003, Лідінг) — шведський футболіст, що грав на позиції воротаря. По завершенні ігрової кар'єри — тренер.
Виступав за клуб АІК, а також національну збірну Швеції.

## Клубна кар'єра
У дорослому футболі дебютував 1929 року виступами за команду клубу АІК, кольори якої і захищав протягом усієї своєї кар'єри гравця, що тривала цілих двадцять два роки. За цей час взяв участьу 329 матчах шведської футбольної першості.

## Виступи за збірну
1937 року дебютував в офіційних матчах у складі національної збірної Швеції. Протягом кар'єри у національній команді, яка тривала 10 років, провів у формі головної команди країни лише 21 матч.
У складі збірної був учасником  футбольного турніру на Олімпійських іграх 1936 року в Берліні та чемпіонату світу 1938 року у Франції.

## Кар'єра тренера
Розпочав тренерську кар'єру невдовзі по завершенні кар'єри гравця, 1951 року, очоливши тренерський штаб нижчолігової команди «Гольмсунд». Досвід тренерської роботи обмежився цим клубом.
Помер 3 жовтня 2003 року на 91-му році життя у місті Лідінг.